# Arndilly House

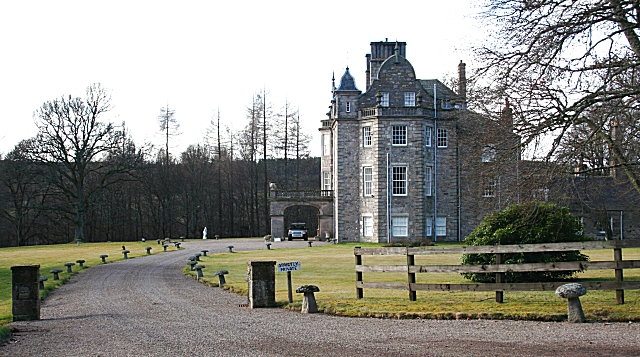
Arndilly House

Arndilly House ist ein Herrenhaus nahe der schottischen Ortschaft Craigellachie in der Council Area Moray. 1972 wurde das Bauwerk in die schottischen Denkmallisten zunächst in der Kategorie B aufgenommen. Die Hochstufung in die höchste Denkmalkategorie A erfolgte 1988.

## Geschichte
Am Standort des Herrenhauses befand sich „seit Menschengedenken“ eine Kirche. Dass zu dieser Kirche auch ein Friedhof gehörte, erklärt den Fund von 20 nicht datierbaren Skeletten an der Nordseite von Arndilly House während Umbauarbeiten im Jahre 1965. Der Friedhof selbst kann heute nicht mehr eruiert werden.
Arndilly House wurde vermutlich im Laufe der 1760er Jahre errichtet. Bauherr war David Macdowall Grant. Bis in das 19. Jahrhundert war das Herrenhaus Sitz der MacDowall Grants. Mit Erweiterungen im Jahre 1826 wurde der in Elgin ansässige schottische Architekt William Robertson betraut. Sein heutiges Aussehen erhielt Arndilly House im Wesentlichen im Zuge einer Umgestaltung im Jahre 1850 nach einem Entwurf Thomas Mackenzie. Weitere Arbeiten wurden 1903 ausgeführt.

## Beschreibung
Arndilly House steht isoliert rund zwei Kilometer nördlich von Craigellachie nahe dem rechten Spey-Ufer. Das dreigeschossige Gebäude ist seit der Umgestaltung durch Thomas MacKenzie im historisierenden neo-jakobinischen Stil ausgestaltet. Sein Mauerwerk besteht grob behauenem Granitbruch, mit Einfassungen aus Granitquadern. Im Zuge der Überarbeitung 1850 wurden hingegen polierte Sandsteinquader eingesetzt.
Die südexponierte Hauptfassade ist drei Achsen weit. Auf der Zentralachse springt eine dreibogige Porte-cochère mit Schlusssteinen hervor. Das rundbogige Hauptportal ist mit einem Kämpferfenster ausgeführt. Die Porte-cochère trägt eine mit ornamentierten Urnen bestandene Steinbalustrade. An den Seitenfassaden ziehen sich abgekantete Ausluchten über die gesamte Gebäudehöhe. An der Westseite schließt sich daran ein flacher, gerundeter Anbau mit einer geschwungen entlang der Fassade geführten Außentreppe an. An der Gebäuderückseite tritt ein gerundeter Treppenturm heraus. An diesen schließen sich lange, eingeschossige Flügel an, die einen Innenhof umgeben. Sämtliche Dächer sind mit Schiefer eingedeckt.